# Малиньш, Герман
Ге́рман Ма́линьш (латыш. Germans Māliņš; 12 октября 1987, Рига) — латвийский футболист, вратарь.

## Карьера
Впервые в Высшую лигу Латвии Герман Малиньш был заявлен в составе «Сконто» в 2006 году, но являясь третьим вратарём, так и не сыграл ни одной игры в Высшей лиге. В начале 2007 года Герман Малиньш был отдан в аренду «Олимпу», в составе которого дебютировал в Высшей лиге, а также являлся основным голкипером.
В 2008 году Герману Малиньшу наконец-то удалось провести несколько матчей в составе «Сконто». Сезон 2009 года он начал, как основной вратарь сконтовцев, но после перехода в «Сконто» вратаря Александра Власова в августе 2009 года, Герман Малиньш вновь отправился на скамейку запасных.
В 2010 году конкуренцию за место основного вратаря «Сконто» Герману Малиньшу составлял Каспар Икстенс. Но после матча с даугавпилсской «Даугавой» 27 апреля 2011 года, Каспар Икстенс получил серьёзную травму, тем самым возложив основную задачу по защите ворот «Сконто» на плечи Германа Малиньша.
14 марта 2013 года Герман Малиньш перешёл в борисовский клуб БАТЭ. И в первом же своём интервью выразил готовность создать конкуренцию Андрею Горбунову.
23 февраля 2016 года было объявлено о переходе в «Рижскую футбольную школу».
Другом детства Германа Малиньша является Олег Лайзан.

## Достижения
«Сконто»
- Чемпион Латвии (1): 2010.
- Серебряный призёр чемпионата Латвии (2): 2012, 2015.
- Бронзовый призёр чемпионата Латвии: 2008, 2009.
- Обладатель Кубка Латвии (1): 2012.
- Победитель Балтийской лиги: 2011.
- Финалист Балтийской лиги: 2008.

 БАТЭ
- Чемпион Беларуси (2): 2013, 2014.
- Обладатель Суперкубка Беларуси (1): 2014.